# 小林亞實
小林亞實（1993年1月12日—）是日本女藝人，為女子偶像團體SKE48 Team E前成員。愛知縣出身，所屬經紀公司為Asia Promotion。

## 個人經歷
- 2010年9月29日 - SKE48第4期生選拔合格（參加總數5,888名、最終合格者16名）。
- 2010年12月6日 - 隨著Team E的結成，從研究生升格，成為SKE48的正式成員。
- 2015年2月6日 - 在劇場公演上宣布將在同年3月31日從SKE48畢業。[1]
- 2015年4月20日 - 在個人推特上公布加入經紀公司ABP。[2]

## 人物
- 公演口號為「現在是烹～飪時間！，將小麥粉、砂糖、雞蛋以及黃油，最後在灑上閃亮的亮片，變得很美～味。想和大家一起分享亞實的蛋糕呀。我是高中三年級18歲的小林亞實。」。
- 加入SKE48的契機為、「雖然原本最想成為的是女演員、但是知道了SKE48和AKB48的那【以偶像為基礎向著不同的道路邁進】的概念之後就去參加徵選了。在舞台上也有想學會的各式各樣的事情。今後也會繼續以成為女演員為目標而努力喔」[3]。
- 2011年4月開始成為了大學新鮮人，主修的科目為家政[4]。
- 憧憬著Team S的隊長平田璃香子，並且和Team S的前輩桑原瑞希以及佐藤實繪子關係十分要好[5]。
- SKE48在籍時期，與同屬Team E的柴田阿彌有著「商業不合」的關係（ビジネス不仲；意為表面上或對外表現出不合的樣子），但事實上兩人的交情相當好。
- 時常被人說和AKB48的北原里英長得很像的樣子。「被AKB48的工作人員說和北原里英很相似，感覺真的非常光榮！真的！」。[6]。
- 特技為能夠了解自己飼養的愛犬的心情[7]。

## 参加组合曲
teamE 1st Stage 「睡衣兜風」公演
- 鏡中的聖女貞德

## 出演

### 綜藝
- 週刊AKB（2011年1月21日・28日テレビ東京）

### 演唱會
- SKE48 コンサート「汗の量はハンパじゃない」（2010年10月、SHIBUYA-AX、Zepp Nagoya、神戸国際会館こくさいホール）
- Kinect for Xbox 360 Presents 1!2!3!4!ヨロシク!勝負は、これからだ! supported by LAWSON（2010年11月27日、愛知県芸術劇場大ホール）

## 註解
1. ↑  [.   [2015-04-28]. （原始内容存档于2015-02-06）. ]
2. ↑  事務所ABP.incに所属が決まりました. 小林亜実於Twitter. 2015-04-20 [2015-04-28] （日語）.
3. ↑  http://www.ske48.co.jp/blog/?id=20110322212305064&writer=kobayashi_ami%5B%5D
4. ↑  『RADIO SPLASH』 2011/03/10
5. ↑  http://www.ske48.co.jp/blog/?id=20110309165810394&writer=kobayashi_ami%5B%5D
6. ↑  http://www.ske48.co.jp/blog/?id=20110326160828836&writer=kobayashi_ami%5B%5D
7. ↑  官方個人資料頁

## 外部連結
- 小林亞實官方個人資料頁 - Asia Promotion （页面存档备份，存于）
- 小林亞實官方個人資料頁 - ABP
- 小林亞實官方個人資料頁 - SKE48 （页面存档备份，存于）
- 小林亞實的X（前Twitter）
- 小林亞實的Instagram帳戶
- 小林亞實SKB48時期官方部落格「こあみのレシピ」 （页面存档备份，存于）